# Eulophia walleri
Eulophia walleri är en orkidéart som först beskrevs av Heinrich Gustav Reichenbach, och fick sitt nu gällande namn av Friedrich Fritz Wilhelm Ludwig Kraenzlin. Eulophia walleri ingår i släktet Eulophia och familjen orkidéer. Inga underarter finns listade i Catalogue of Life.